# Ричард Майърс
Ричард Майърс (на английски: Richard Myers) е генерал от военновъздушните сили на САЩ и е 17-ият председател на Обединения комитет на началник-щабовете на САЩ. Той изпълнява тази длъжност от 1 октомври 2001 г.
Ричард Майърс е роден на 1 март 1942 г. в Канзас Сити, щата Мисури.
1. ↑  crsreports.congress.gov